# Квантовый параллелизм
Квантовый параллелизм — принцип, лежащий в основе работы квантовых компьютеров и позволяющий им потенциально превзойти в производительности классические компьютеры. В основе квантового параллелизма лежит использование при вычислениях суперпозиций базовых состояний, что позволяет одновременно производить большое количество вычислений с различными исходными данными. Например, 64-разрядный квантовый регистр может хранить до {\displaystyle 2^{64}} значений одновременно, а квантовый компьютер может все эти значения одновременно обрабатывать. Тем не менее, извлечение результатов таких вычислений затруднено, что ограничивает область применения квантовых компьютеров. 